# Gaden (film fra 1923)
 For alternative betydninger, se Gaden. (Se også artikler, som begynder med Gaden)
Gaden er en tysk stumfilm fra 1923 af Karl Grune.

## Medvirkende
- Eugen Klöpfer
- Lucie Höflich
- Anton Edthofer
- Aud Egede-Nissen
- Max Schreck
- Leonhard Haskel